# أم السعد
أم السعد (11 يوليو 1925 - 9 أكتوبر 2006) هي قارئة قرآن مصرية، وأحد أشهر امرأة معاصرة في القراءات، تخصصت في القراءات العشر، وظلَّت طوال نصف قرن تمنح إجازاتها في القراءات العشر.

## حياتها ونشأتها
ولدت «أم السعد» في عام 1925 في قرية البندارية مركز تلا بمحافظة المنوفية، داهم المرض عينيها ولم تتجاوز العام الأول من عمرها، واتجه أهلها للعلاج الشعبي بالكحل والزيوت التي كانت سبباً في فقدان بصرها بالكلية، وكعادة أهل الريف مع العميان نذرها أهلها لخدمة القرآن الكريم حتى حفظت القرآن الكريم في مدرسة (حسن صبح) بالإسكندرية في الخامسة عشرة.
عاشت «أم السعد» بحارة الشمرلي بحي بحري العريق بالإسكندرية.

## زواجها
تزوجت (أم السعد) أقرب تلاميذها إليها الشيخ "محمد فريد نعمان الذي كان من أشهر القراء في إذاعة الإسكندرية وهو صاحب أول إجازة تمنحها (أم السعد)، وتقول عن قصة زواجها: "لم أستطع الوفاء بالوعد الذي قطعته لشيختي (نفيسة) بعدم الزواج.. كان يقرأ علي القرآن بالقراءات.. ارتحت له.. كان مثلي ضريرًا وحفظ القرآن الكريم في سنّ مبكرة.. درَّست له خمس سنوات كاملة وحين أكمل القراءات العشر وأخذ إجازاتها طلب يدي للزواج فقبلت". واستمر زواجهما أربعين سنة كاملة لم تنجب فيها أولادًا.. وتعلق قائلة: "الحمد لله.. أشعر بأن الله يختار لي الخير دائمًا.. ربما لو أنجبت لانشغلت بالأولاد عن القرآن وربما نسيته".

## مسيرتها
أتمت «أم السعد» حفظ القرآن الكريم وهي في الخامسة عشرة من عمرها وحينها ذهبت إلى الشيخة «نفيسة بنت أبو العلا» «شيخة أهل زمانها» كما توصف، لتطلب منها تعلم القراءات العشر، فاشترطت عليها شرطًا عجيبًا وهو: ألا تتزوج أبدًا، فقد كانت ترفض بشدة تعليم البنات؛ لأنهن يتزوجن وينشغلن فيهملن القرآن الكريم، وقد قبلت «أم السعد» شرط شيختها التي كانت معروفة بصرامتها وقسوتها على السيدات ككل اللواتي لا يصلحن –في رأيها– لهذه المهمة الشريفة !.. ومما شجعها على ذلك أن «نفيسة» نفسها لم تتزوج رغم كثرة من طلبوها للزواج من الأكابر، وماتت وهي بكر في الثمانين، انقطاعًا للقرآن الكريم !
- قد أتمت (أم السعد) المهمة الشريفة وحصلت من شيختها (نفيسة) على إجازات في القراءات العشر وهي في الثالثة والعشرين.[8]

## انتقالها للرياض
أهدى إليها أحد التلاميذ هدية عبارة عن رحلة حج وعمرة واستضافة سنة كاملة في الأراضي الحجازية، وهناك منحت إجازات في القراءات المختلفة لعشرات الحفاظ من كل البلاد الإسلامية: السعودية، باكستان، السودان، فلسطين، لبنان، تشاد، أفغانستان.. وأحب إجازة منحتها لطالبة سعودية لم تتجاوز السابعة عشرة من عمرها..".

## سَنَدُهَا[9]
بينها وبين النبي صلي الله عليه وسلم برواية حفص عن عاصم عن طريق الشاطبية 27 راوياً تبدأ بها وتنتهي بالنبي الأكرم الذي تلقي عن جبريل. وقد تلقت الشيخة المسندة المعلمة المقرئة أم السعد الإسكندرانية القراءات العشر من الشاطبية والدرة عن:
1. الشيخة نفيسة بنت أبو العلا وهي عن
2. عبد العزيز علي كحيل وهو قرأ علي
3. عبد الله الدسوقي وهو عن
4. الشيخ علي الحدادي
5. شيخ القراء بالديار المصرية الشيخ إبراهيم العبيدي الذي قرأ على
6. شيخ الجامع الأزهر محمد بن حسن السمنودي المنير الذي قرأ على
7. علي الرميلي الذي قرأ على
8. شيخ قراء زمانه محمد بن قاسم البقري الذي قرأ على
9. شيخ قراء مصر عبد الرحمن ابن شحاذة اليمني الذي قرأ على
10. علي بن غانم المقدسي الذي قرأ على
11. محمد بن إبراهيم السمديسي الذي قرأ على
12. الشهاب أحمد بن أسد الأميوطي الذي قرأ على
13. الإمام الحافظ حجة القراء محمد بن محمد بن محمد بن الجزري الشافعي مؤلف النشر والطيبة وغيرهما من المؤلفات وهو قد قرأ على
14. عبد الرحمن بن أحمد البغدادي الذي قرأ على
15. شيخ القراء بمصر محمد بن أحمد الصائغ الذي قرأ على
16. علي بن شجاع الكمال الضرير صهر الإمام الشاطبي الذي قرأ على
17. الإمام أبي القاسم الشاطبي الذي قرأ على
18. الإمام علي بن محمد بن هذيل البلنسي الذي قرأ على
19. أبي داود سليمان بن نجاح الذي قرأ على
20. الإمام أبي عمرو الداني الذي قرأ برواية حفص على
21. طاهر بن غلبون قال قرأت على
22. علي بن محمد الهاشمي قال قرأت على
23. أحمد بن سهل الأشناني قال قرأت على
24. أبي محمد عبيد بن الصباح قال قرأت على
25. حفص بن سليمان الذي قرأ على، # عاصم ابن بهدلة بن أبي النجود الذي قرأ على
26. أبي عبد الرحمن عبد الله بن حبيب السلمي الذي أخذ عن
27. عثمان وعلي وعبد الله بن مسعود وأبي بن كعب وزيد بن ثابت وأخذ هؤلاء عن رسول الله صلى الله عليه وسلم الذي تلقى القرآن عن جبريل عن رب العزة جل شأنه.

## وفاتها
توفيت أم السعد في فجر يوم السادس عشر من رمضان من العام 1427 هجرية الموافق 9 أكتوبر سنة 2006، عن عمر يناهز واحد وثمانون عاماً وقد شيعت جنازتها من مسجد ابن خلدون بمنطقة بحري بالإسكندرية.